# 6-а танкова дивизия (Вермахт)
6-а танкова дивизия е една от танковите дивизии на Вермахта по време на Втората световна война.

## История
6-а танкова дивизия е сформирана през октомври 1939 г. във Вупертал на базата на 1-ва лека дивизия. Участва в битката за Франция през 1940 г., където е придадена първо към група „фон Клайст“, а по-късно към група „Гудериан“. Участва в бойните дейстивя в районите на Ретел и Епинал.
След приключване на бойните действия е прехвърлена в Източна Прусия и прикрепена към 18-а армия. През юни 1941 г. е една от първите дивизии навлезли в Съветския съюз по време на операция Барбароса, като част от 4-та танкова група, група армии „Север“. След първоначалните боеве край Ленинград е прехвърлена към група армии „Център“, където остава до май 1942 г. По време на съветското зимно контранастъпление от 1941 г. дивизията понася тежки загуби.
През май 1942 г. дивизията е изтеглена във Франция за почивка и възстановяване. През този период чехословашките Панцер 35t) са заменени с Панцер IV. Преди да бъде изпратена обратно дивизията разполага със 160 Панцер IV и 42 щурмови оръдия. Завръща се на Източния фронт през декември, на южния фронт край Харков, където взема участие в операция Зимна буря, като част от 48-и танков корпус.
През лятото на 1943 г. участва в боевете при Курск, в състава на оперативна група „Кемпф“. През януари 1944 г. е прехвърлена в Унгария, където участва в защитата на Будапеща и понася тежки загуби. През март 1945 г. е прехвърлена в Австрия, а през май същата година се предава на съветските войски при Бърно.

## Командири
По време на съществуването си, дивизията е командвана от следните офицери:
- Генерал-майор Вернер Кемпф – (18 октомври 1939 – 5 януари 1941 г.)
- Генерал-майор Франц Ландграф – (6 януари 1941 – 1 септември 1941 г.)
- Генерал-майор Ерхард Раус – (1 септември 1941 – 15 септември 1941 г.)
- Генерал-майор Франц Ландграф – (16 септември 1941 – 23 ноември 1941 г.)
- Генерал-майор Ерхард Раус – (23 ноември 1942 – 6 февруари 1943 г.)
- Оберст Валтер фон Хюнерсдорф – (7 февруари 1943 – 25 юли 1943 г.)
- Оберст Вилхелм Крисоли – (25 юли 1943 – 21 август 1943 г.)
- Оберст Рудолф фон Валденфелс – (22 август 1943 – 7 февруари 1944 г.)
- Оберст Вернер Маркс – (8 февруари 1944 – 20 февруари 1944 г.)
- Генерал-майор Рудолф фон Валденфелс – (21 февруари 1944 – 12 март 1944 г.)
- Оберст Валтер Денкерт – (13 март 1944 – 24 март 1944 г.)
- Генерал-майор Рудолф Фрайер фон Валденфелс – (25 март 1944 – 22 ноември 1944 г.)
- Оберстлейтенант Фридрих-Вилхелм Юргенс – (23 ноември 1944 – 19 януари 1945 г.)
- Генерал-лейтенант Рудолф Фрайер фон Валденфелс – (20 януари 1945 – 8 май 1945 г.)

## Носители на награди
- Носители на За близък бой, златна (1)
- Носители на свидетелство за похвала от главнокомандващия на армията (15)
- Носители на Германски кръст, златен (124)
- Носители на Германски кръст, сребърен (3)
- Носители на почетна кръгла тока на сухопътните части (28)
- Носители на Рицарски кръст, (45)
- Носители на Рицарски кръст с дъбови листа, (4)
- Носители на Рицарски кръст с дъбови листа и мечове, (1)